# Microregione di São Jerônimo
São Jerônimo è una microregione del Rio Grande do Sul in Brasile, appartenente alla mesoregione Metropolitana de Porto Alegre.
È una suddivisione creata puramente per fini statistici, pertanto non è un'entità politica o amministrativa.

## Comuni
È suddivisa in 9 comuni:
- Arroio dos Ratos
- Barão do Triunfo
- Butiá
- Charqueadas
- General Câmara
- Minas do Leão
- São Jerônimo
- Triunfo
- Vale Verde